# Rachmad Hidayat
Rachmad Hidayat (sinh ngày 10 tháng 3 năm 1991, ở Medan) là một cầu thủ bóng đá người Indonesia. Hiện tại anh thi đấu cho Sriwijaya ở vị trí tiền vệ tấn công ở Liga 1.

## Sự nghiệp
Rachmad bắt đầu sự nghiệp ở trường bóng đá Putra Muda ở Medan, sau đó, Rachmad chuyển đến Học viện Medan United. Cuối cùng anh gia nhập Pro Duta.

### Pelita Bandung Raya
Năm 2015, anh gia nhập Pelita Bandung Raya cùng với đồng đội từ Pro Duta, Ghozali Siregar thi đấu mùa giải Indonesia Super League 2015.